# TheHunter
theHunter — серія імітаційних відеоігор, розроблених Expansive Worlds і опублікованих компанією Avalanche Studios. Перша гра в серії, відома як TheHunter, була розроблена і опублікована, спільно з Avalanche Studios, Emote Games та вийшла у квітні 2009 року.

## Частини серії
- theHunter Classic (2014)
- theHunter: Primal (2015)

### theHunter: Call of the Wild
Відеогра жанру симулятора полювання в дикій природі, створена за допомогою рушія Apex, де гравці можуть грати як в одинокий, так і кооперативний режими (2-8 гравців). Гра має дві локації та 13 тисяч гектарів.